# Funkcja addytywna (teoria liczb)
Funkcja {\displaystyle f\colon \mathbb {N} \to \mathbb {N} } jest funkcją addytywną w teorii liczb, gdy dla wszystkich względnie pierwszych liczb {\displaystyle m,n\in \mathbb {N} } zachodzi
{\displaystyle f(mn)=f(m)+f(n).}
Jeżeli powyższy związek zachodzi dla dowolnych liczb {\displaystyle m} oraz {\displaystyle n,} to funkcję nazywa się całkowicie addytywną.
Przykładem funkcji całkowicie addytywnej jest {\displaystyle \Omega (n)} równa liczbie czynników w rozkładzie {\displaystyle n} na czynniki pierwsze. Przykładem funkcji addytywnej, ale nie całkowicie addytywnej, jest {\displaystyle \omega (n)} równa liczbie różnych liczb pierwszych dzielących {\displaystyle n.} Wszystkie monotoniczne funkcje addytywne są wielokrotnościami logarytmu. Jeśli {\displaystyle f(n)} jest funkcją multiplikatywną i dodatnią, to {\displaystyle \log(f(n))} jest funkcją addytywną.